# Gary Marcus
Gary F. Marcus (Baltimore, 1970) es un investigador del campo de la psicología cuyo trabajo se enfoca en el lenguaje, la biología y la mente, y que es un reconocido autor en el campo de la inteligencia artificial. 
Marcus se especializó en ciencias cognitivas en el Hampshire College. Continuó sus estudios de posgrado en el Instituto Tecnológico de Massachusetts, donde realizó investigaciones sobre la evidencia negativa en la adquisición del lenguaje y la regularización (y sobreregularización) en la adquisición de la morfología gramatical por parte de los niños
Actualmente es profesor en el Departamento de Psicología de la Universidad de Nueva York.
Entre sus principales publicaciones están The Algebraic Mind: Integrating Connectionism and Cognitive Science (2001), The Birth of the Mind: How a Tiny Number of Genes Creates the Complexities of Human Thought (2003) y Kluge: The Haphazard Construction of the Human Mind (2008). Los últimos dos han sido traducidos al español y publicados por la editorial Ariel. También fue editor de una antología titulada The Norton Psychology Reader, que incluye textos de Steven Pinker, Antonio Damasio, Oliver Sacks, Robert Sapolsky, Daniel Goleman y otros tantos. 